# Aeromys
Aeromys és un gènere d'esquirols originaris del sud-est asiàtic. Hi ha una diferència considerable en la mida de les dues espècies que el componen. A. tephromelas fa un màxim de 30 cm i té una cua de 30 cm, mentre que A. thomasi s'acosta a 40 cm i té una cua de 50 cm. Tenen el pelatge marró fosc al dors i marró grisenc al ventre. El seu hàbitat són les selves tropicals. De nit, cerquen núcules, fruita i fulles per les copes dels arbres.